# 7,3',4'-三羟基黄酮
7,3',4'-三羟基黄酮（缩写7,3',4'-THF）是一种天然的三羟基黄酮，分子式C15H10O5，存在于紫矿（Butea monosperma）
、密花豆（Spatholobus suberectus）、粉叶羊蹄甲（Bauhinia glauca）、翅果槐（Sophora mollis）等植物中。